# Anapausis pollicata
Anapausis pollicata är en tvåvingeart som beskrevs av Chandler 1999. Anapausis pollicata ingår i släktet Anapausis och familjen dyngmyggor. Inga underarter finns listade i Catalogue of Life.